# Herberg

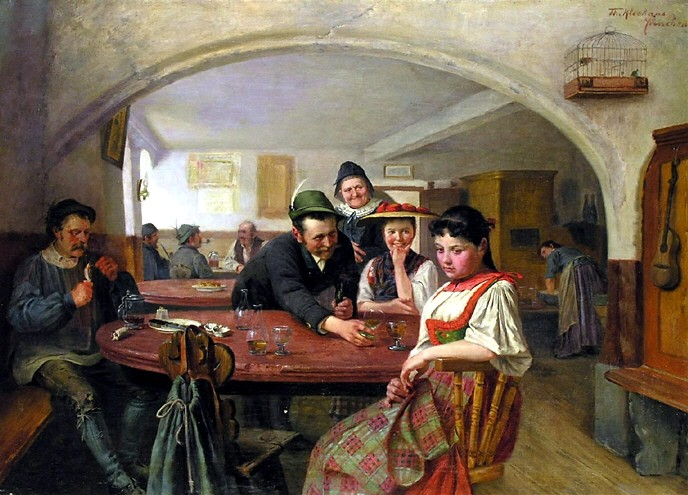
Theodor Kleehaas: In der Wirtsstube, München, 19e of 20e eeuw

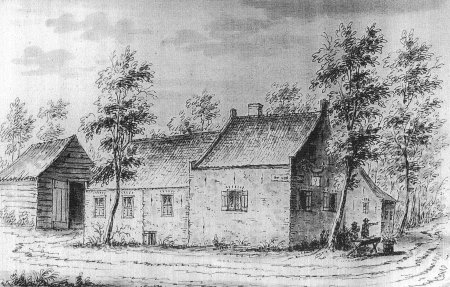
Herberg De Lindeboom in Cattenbroek, 1729

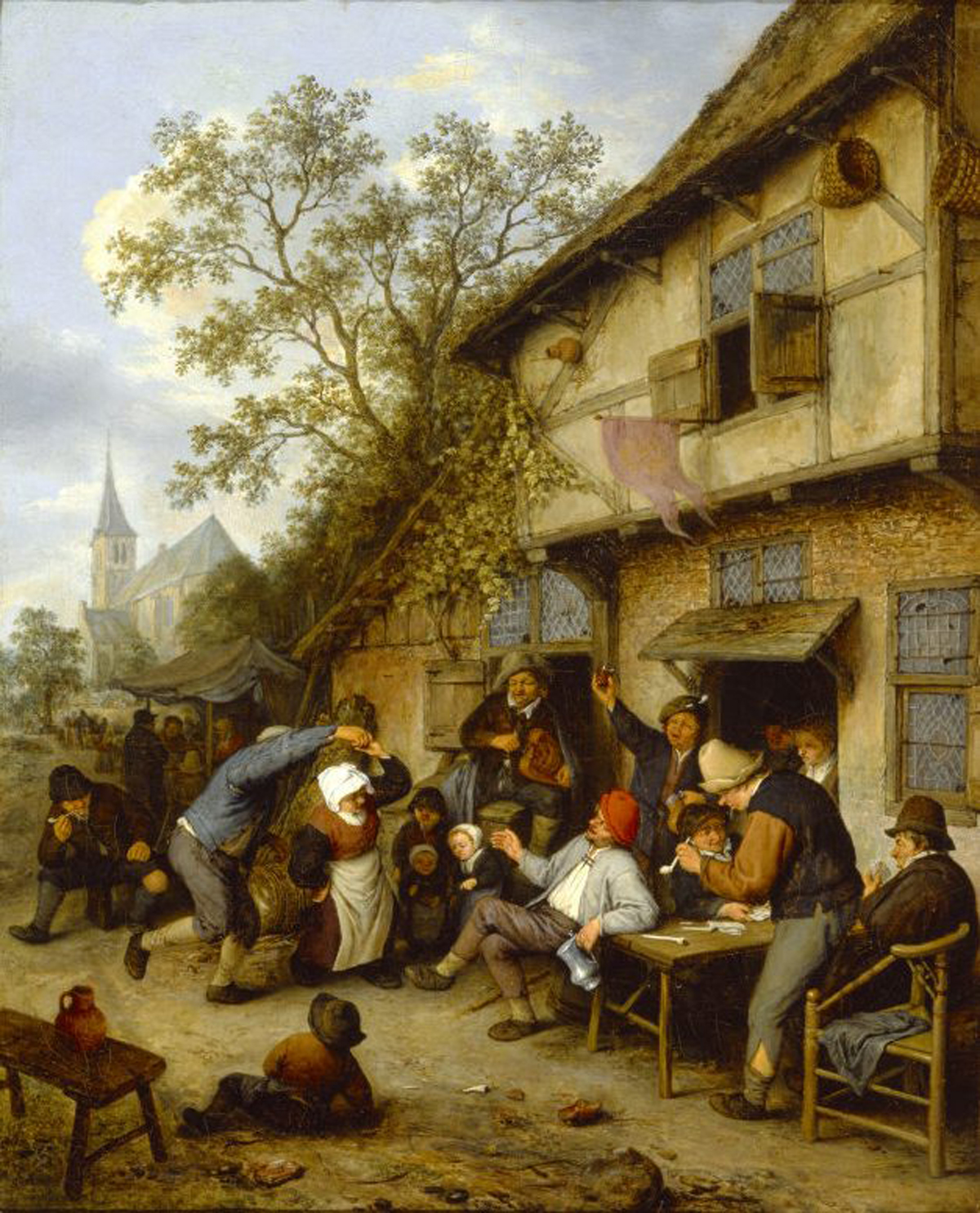
Dansende boeren voor een herberg, Adriaen van Ostade, 1670

Een herberg is een kleinschalig bedrijf dat tegen betaling de mogelijkheid tot eten, drinken en overnachten biedt. 
De term herberg wordt overwegend in historische contexten gebruikt. Eigentijdse overnachtingsaccommodaties worden meestal geen herberg genoemd, maar hotel, hostel of pension. De benaming herberg wordt nog wel gebruikt voor eenvoudige traditionele horecagelegenheden. In Vlaanderen werd er tot diep in de 20ste eeuw het café mee aangeduid.
Het woord herberg komt van her (= heer, leger) en berg (= bergplaats). In het Frans is het woord overgenomen en bekend als auberge. De beheerder van een herberg wordt waard of herbergier genoemd.

## Reizigers
Herbergen waren meestal gevestigd op plaatsen waar veel reizigers langs kwamen. Ze beschikten meestal over stallen voor de paarden van ruiters en (post)koetsen. Vaak kon hier van paarden worden gewisseld. De wachttijd werd door de reizigers gebruikt om iets te nuttigen. Een stal waar men met koets en al naar binnen kon staat bekend als een doorrit.
Herbergen bestonden uit een gelagkamer, waar gegeten en vooral gedronken werd, vergelijkbaar met een eetcafé. Daarnaast was er een ruimte om te slapen. Meestal geen aparte kamers maar een gemeenschappelijk vertrek. Naarmate mensen welvarender werden, werden aparte kamers ingericht, wat uiteindelijk resulteerde in speciaal daarvoor gebouwde voorzieningen zoals hotels en motels.
Middeleeuwse steden, die na zonsondergang de stadspoorten sloten, bouwden buiten de stadsmuren stadsherbergen waar verlate reizigers de nacht konden doorbrengen. Een koetsiersherberg is vooral bedoeld voor doorreizende mensen te paard. Een uitspanning is oorspronkelijk een plaats waar rijtuigen van nieuwe paarden werden voorzien.

## Openbare gelegenheid
In dorpen waren de herbergen eeuwenlang de enige openbare gelegenheden. Vergaderingen van het dorpsbestuur en rechtszittingen werden in een herberg gehouden, evenals openbare verkopingen en openbare verpachtingen. Gedurende de 18e eeuw werden de dorpen verplicht een raadhuis te bouwen. 
In Engeland kende men public houses, afgekort tot pubs. Dit woord wordt in Nederland vooral gebruikt voor kroegen.
In 1912 opende de Duitser Richard Schirrmann de eerste jeugdherberg.

## Afbeeldingen

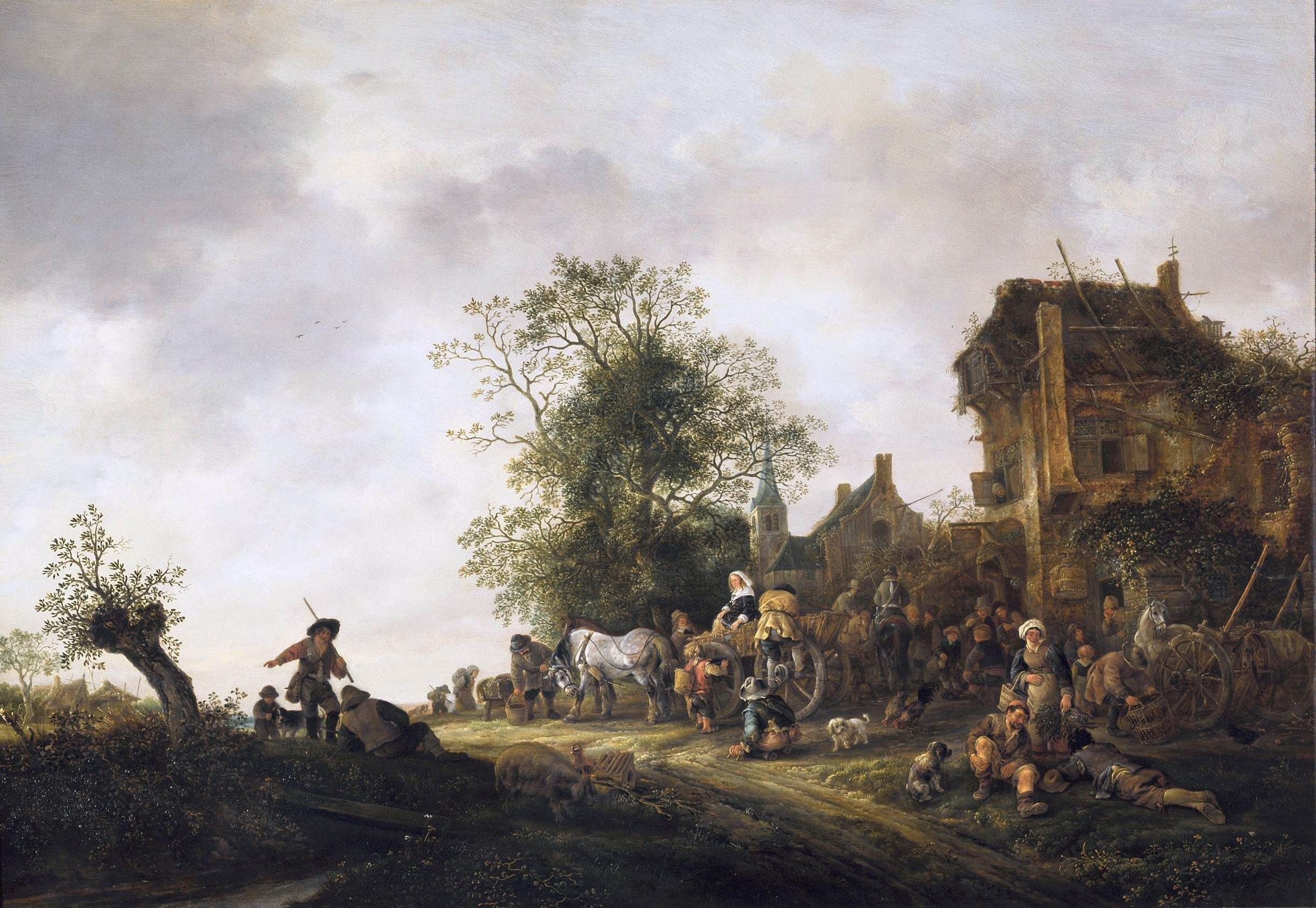
Reizigers bij een herberg, Isaack van Ostade, 1645
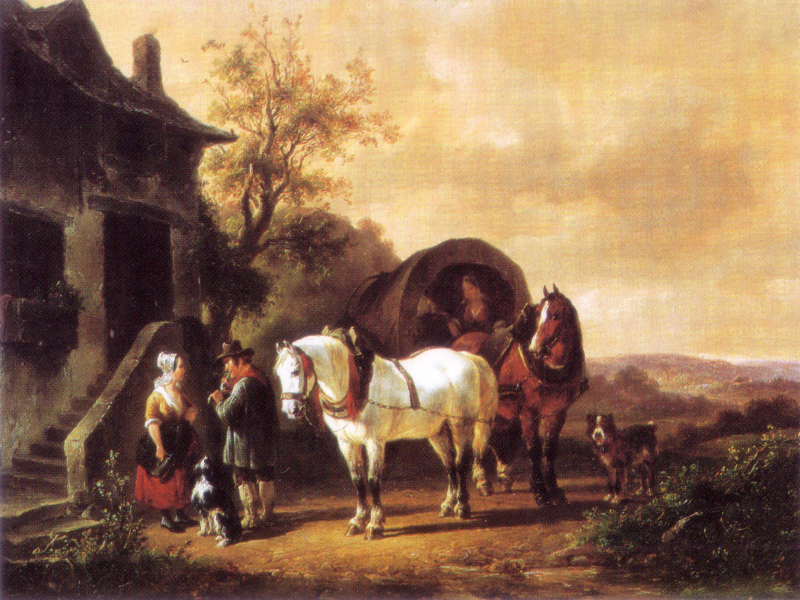
Wachten voor de herberg, Wouterus Verschuur
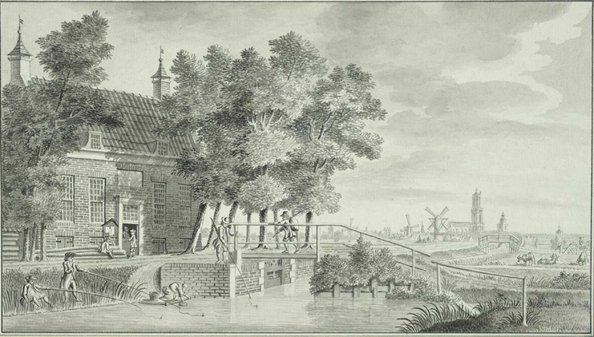
Herberg Jaffa bij Utrecht, J. van Hiltrop, 1782
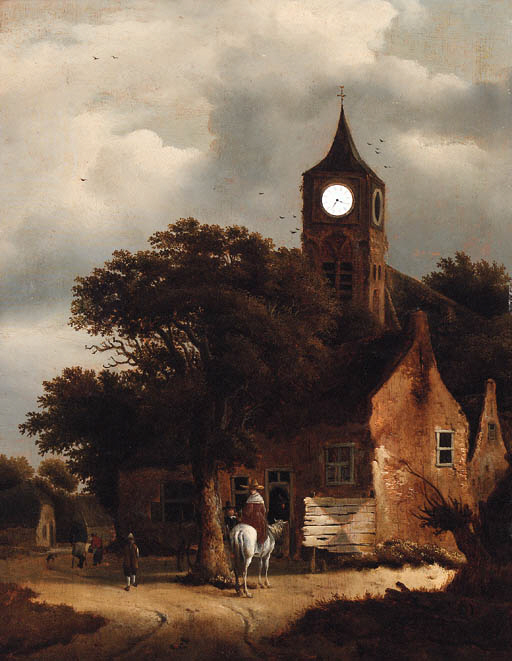
Reizigers bij een herberg aan de rand van een dorp, een kerk voorbij, Roelof Jansz. van Vries
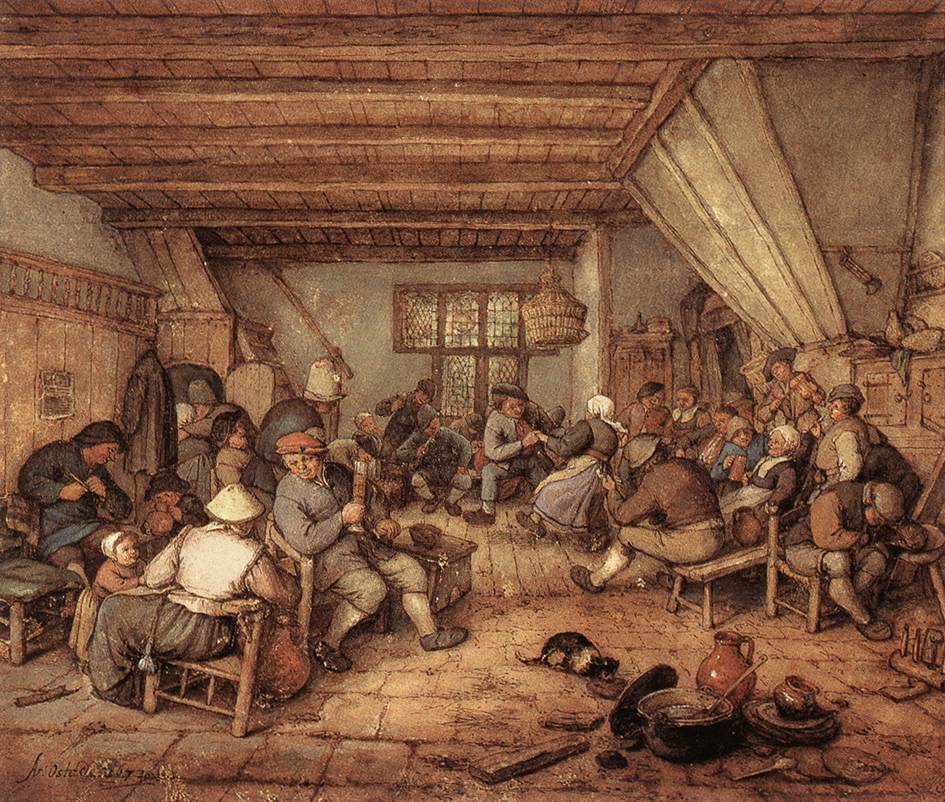
Feestende boeren in een herberg, Adriaen van Ostade, 1673
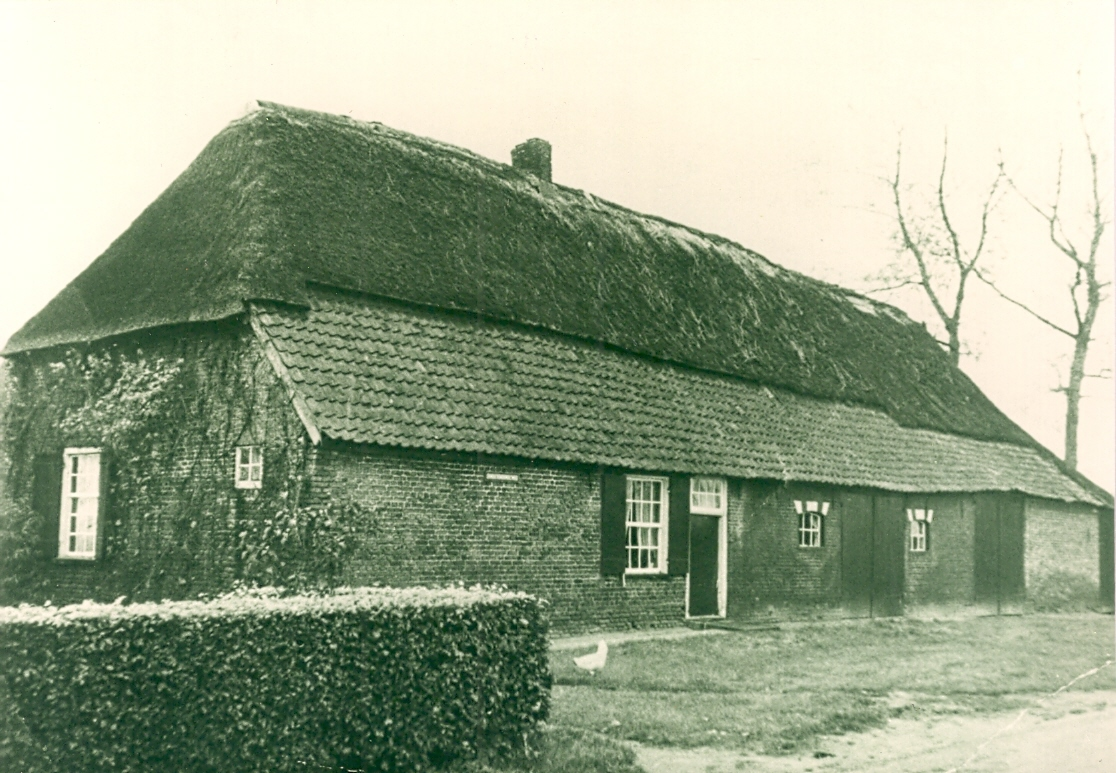
Boerderij annex herberg de Reizende Man aan het Ginderdoor te Lieshout, inmiddels afgebroken

## Bekende herbergen
- Herberg Den Gouden Berg
- Herberg Jaffa
- Herberg d'Eenhonderd Roe